# 膜叶婆婆纳
膜叶婆婆纳（学名：Veronica riae），为車前草科婆婆纳属下的一个植物种。